# Văn học đại chúng
Văn học đại chúng (tiếng Pháp: littérature populaire) hay còn gọi là văn học thông tục.
Bộ phận văn học giải trí và giáo huấn được in với số lượng lớn, phổ biến từ thế kỷ XIX và nhất là thế kỷ XX. Đại chúng (từ tiếng La-tinh: massa) mang hai nghĩa: sự sản xuất hàng loạt (giống như “sản phẩm” văn hóa) và nhằm để tiêu dùng rộng rãi. Bởi vậy các phương tiện thông tin đại chúng đóng vai trò hết sức quan trọng trong việc tiêu thụ văn học đại chúng. Trong không ít trường hợp, văn học đại chúng có thể được sử dụng như một phương thức công tác tư tưởng nhằm mê hoặc ý thức quần chúng, lôi kéo quần chúng.
Cơ sở tư tưởng của văn học đại chúng là chủ nghĩa thực dụng. Cơ sở xã hội của văn học đại chúng là chính sách nhượng bộ đối với lớp thị dân tầm thường: dùng phương tiện sản xuất hàng loạt để nuôi dưỡng tâm lý tiêu dùng, làm nguội lạnh tính công dân tích cực của quần chúng.
Văn học đại chúng không có quan hệ trực tiếp với lịch sử văn học (như là nghệ thuật ngôn từ), nhưng nó là một trong những thành tố của quá trình văn học thế kỷ XIX – XX. Thể loại chính của văn học đại chúng là tiểu thuyết (tiểu thuyết tình, tiểu thuyết phiêu lưu, tiểu thuyết kinh dị, tiểu thuyết về đám người quyền quý), đi kèm theo nó là chất cải lương mùi mẫn. Nó cũng khai thác và thu hút những thể loại không phải do nó tạo ra (tiểu thuyết trinh thám, từ trinh thám cảnh sát, hình sự đến gián điệp, tiểu thuyết viễn tưởng khoa học,...).
Liên kết với ảnh nghệ thuật và đồ họa, văn học đại chúng lại có thêm truyện tranh (comics), tiểu thuyết ảnh (photo-roman). Mấy chục năm gần đây xuất hiện thêm các loại sách báo khiêu dâm, truyện khiêu dâm, những năm 80 lại thịnh hành loại “sách hồng”.
Đặc điểm mấu chốt của văn học đại chúng là làm cho người ta được can dự vào văn hóa hiện đại dưới dạng lược gọn, nó đưa ra một thế phẩm cho sự thỏa thuận thẩm mỹ. Thi pháp của nó là rập khuôn (nhất là ở cách tả chân dung và tâm lí nhân vật, ở vần thơ và cốt truyện). Nó rất gần với phản văn hóa.
Vì vậy, các nhà hoạt động văn hóa tiêu biểu ở phương Tây, trong đó có nhiều nhà văn lớn, thường lên tiếng phê phán văn học đại chúng. Tuy vậy, trong điều kiện xã hội hiện đại, khi tác phẩm văn học phải đến với bạn đọc thông qua thị trường sách, thì ranh giới giữa văn học nghiêm túc với văn học đại chúng cũng không hoàn toàn xác định. Các loại ấn phẩm văn học đại chúng có số lượng in lớn, có khi trở thành sách bán nhưng phần đông sẽ bị “chết yểu”, bị lãng quên mau chóng.